# Jim Cowler
Jim Cowler, nom de plume de Karl Gustav Herbert Noack (né le 23 janvier 1898 à Berlin, mort le 15 juillet 1964 dans la même ville) est un compositeur allemand.

## Biographie
Ses parents tiennent un restaurant, Grosse Frankfurter Strasse 128. Après des cours de piano à 12 ans, il est accepté à l'université des arts de Berlin et étudie le piano et la musique d'église auprès de Julius Adolf Martin Schuppmann et Bernhard Heinrich Irrgang. Il joue dans le restaurant de ses parents et accompagne des films muets. Grâce à des arrangements musicaux habiles, il obtient un engagement en 1913 au Biophon-Theater Berlin.
Après avoir servi comme soldat pendant la Première Guerre mondiale, il publie sa première composition, la valse intermezzo Liebesklänge, en 1919 chez son frère Walter Noack. Les autres titres à succès de l'époque sont Berlin-Königsberg, Tanzelfchen, Mittsommernacht, Mohammed Aly et Araby.
En 1922, il rencontre l'éditeur de musique Curt Max Roehr. Il lui recommande le choix d'un pseudonyme anglais, d'où le nom de Jim Cowler. Ses arrangements et instrumentations pour d'autres compositeurs tels que Henry Richards, Walter Kollo, Ray Henderson, Frederick Loewe, Leo Fall, cependant, continuent sous son nom de naissance.
Il remporte un succès international en 1927 avec le titre Heut war ich bei der Frida, qui est enregistré par de nombreuses maisons de disques et apparut également à l'étranger sous le titre All about Frida. De nombreuses autres compositions à succès suivent, avec les paroliers Fritz Rotter, Kurt Schwabach, Bruno Balz, Werner Brink et Leo Breiten. Les principaux interprètes de ses chansons sont les Comedian Harmonists (Ich hab ein Zimmer goldige Frau) et Richard Tauber (Es gibt eine Frau die dich niemals vergißt).
À partir de 1930, il écrit de la musique pour des films. Pour Einer Frau muss man alles verzeih’n, en 1931, il compose et dirige l'orchestre pour la chanson Mit dir möchte ich so gern nach Spanien. La radio assure la collaboration du compositeur pour des pièces radiophoniques, des musiques spéciales et des récitals. Suivront ses propres performances au Theater am Schiffbauerdamm et à l'Opéra-Comique de Berlin.
En 1938, son pseudonyme étranger lui causa des ennuis avec la Chambre de la musique du Reich, qui menace de l'interdire de sa profession. Il prévoit d'émigrer, voyage à New York et à Londres, mais revient déçu car il n'aime aucune des deux villes. En guise de compromis, il parvient à un accord avec la Chambre de la culture du Reich sur le nom Herbert Kauler. Comme son style n'est plus à la mode, mais qu'il n'est pas non plus prêt à trop s'adapter aux exigences politiques, le nombre de publications chute fortement. Il y a aussi des problèmes de santé. De 1941 à la fin de la Seconde Guerre mondiale, la pratique musicale de la profession se fait sous forme de soutien aux fronts avec des performances d'ensemble. Son appartement berlinois est bombardé, des documents personnels et ses propres archives musicales sont perdus.
Après la guerre, il recommence à composer. Il fait des apparitions, mais ne peut plus s'appuyer sur les succès précédents.
Cowler s'est marié deux fois. Il meurt le 15 juillet 1964 à l'âge de 66 ans et est inhumé au cimetière boisé de Berlin-Zehlendorf. La tombe n'est pas préservée.

## Œuvre
L'ensemble de l'œuvre musicale de Cowler, qui est principalement façonnée par la période de 1919 à 1937, comprend environ 725 mélodies de schlager publiées et imprimées, environ 250 œuvres éditées par d'autres, six musiques de films et plus de trente pièces radiophoniques. Il écrit la musique d'au moins cinq pièces répertoriées.

### Filmographie
- 1930 : Pension Schöller
- 1931 : Einer Frau muß man alles verzeih'n
- 1931 : Durand contre Durand
- 1936 : Der geheimnisvolle Mister X
- 1936 : Das Veilchen vom Potsdamer Platz
- 1954 : Boulevard des plaisirs

## Source de la traduction
- (de) Cet article est partiellement ou en totalité issu de l’article de Wikipédia en allemand intitulé « Jim Cowler » (voir la liste des auteurs).

1. ↑  (de) « Jim Cowler - Ein Komponistenporträt », sur grammophon-platten.de (consulté le 8 août 2020)